# Phumosia victoriae
Phumosia victoriae este o specie de muște din genul Phumosia, familia Calliphoridae, descrisă de Zumpt și Stimie în anul 1965. Conform Catalogue of Life specia Phumosia victoriae nu are subspecii cunoscute.